# 松原友希
松原 友希（まつばら ゆき、1989年10月13日 - ）は、IBC岩手放送のアナウンサー、ラジオディレクター。

## 来歴・人物
群馬県藤岡市出身。横浜国立大学教育人間科学部卒。2012年、IBC岩手放送入社。身長163cm、血液型はA型。小学校の教員免許を持つ。大のジャニーズファンであり、自分の担当番組においてジャニーズ専門コーナーを設けた。プロレス観戦も趣味とする。
2023年4月よりラジオディレクターを兼務。

## 現在の担当番組
2023年7月現在

### テレビ
以下全てアナウンサーとしての担当
- 岩手日報IBCニュース
- じゃじゃじゃTV（毎週土曜 9:25 - 11:30、中継レポーター及びスタジオ担当）
- わが町バンザイ（毎週水曜 19:00 - 19:52　2013年4月20日 - ）

### ラジオ
以下全てアナウンサーとしての担当
- 石川啄木うたごよみ（毎週火曜 12:45 - 13:00　2014年1月5日 - ）

## 過去の担当番組

### テレビ

#### レギュラー
- ニュースエコー（キャスター、2012年10月5日 - 2016年3月25日、金曜担当。2015年4月2日より木金担当。キャスター以前は気象情報を不定期に担当。）
- ユキちゃんねるIBC

#### 単発出演
- 一食入魂!東北ご馳走ものがたり〜東北6県の厳選・希少食材が結集〜（JNN東北5局ネット番組、2015年3月1日放送）
- 森田さんのニッポンの初日の出（中継リポーター、2016年1月1日放送）※TBS制作
- 音楽の日2016（中継リポーター、2016年7月16日放送）※TBS制作
- 「啄木と女たち～26年間の人生、彼は自由を求め続けた～」（2016年10月25日放送）
- 復興から夢と希望を育む新しいまちづくりへ～大船渡市長に聞く～（司会、2017年1月3日放送）
- JNN 東北スペシャル　女子旅で行きたい!みちのくディープ紀行（JNN東北5局ネット番組、岩手県担当、2017年2月26日放送）

### ラジオ
- ツイテル!?（金 21:00 - 23:00。2012年4月6日 - 2012年9月28日）
  - 当時岩手大学教育学部に在学していて、卒業後の2014年より秋田放送（ABS）のアナウンサーをしている関向良子がアシスタントを務めていた（当時は「RYOKO」名義で出演）。
- マカタトSTUDIO 3600（火〜金 20:00 - 21:00。火曜担当。2012年10月2日 - 2013年3月28日[5]）
- イブニングジャーナル（月曜、火曜担当。18:00 - 18:20 2013年10月1日 - 2014年3月25日）
- ワイドステーション（水越かおるの代役、2016年5月26日、2018年3月22日、2018年11月1日・28日、2019年3月20日・5月1日・5月2日、2020年1月9日・1月15日）
- 農作業メモ
- 松原友希のアフタースクールらじお（毎週金曜21:00 - 23:00　2016年4月1日 - 2023年3月31日）
- ゲツキンライブ1745（月曜担当 2020年4月 ‐ 2022年3月）
- 健康で長生きするために（日8:30 - 8:37）

## エピソード
『週刊ポスト』2018年7月20・27日号誌上での、地方局の「一番好きなアナウンサー」のアンケートにて、岩手県の代表として選ばれている。